# Volvo C30 Electric
Volvo C30 Electric är en elbil, tillverkad som är en variant av Volvo C30 för eldrift. Bilen har två litiumjon-batterier som väger 140 kg vardera vilket ger en räckvidd enligt EU-cykeln på 16,3 mil. Bilen är utrustad med en etanoldriven kupévärmare på 5 kW, förutom en elektrisk kupévärmare på 1 kW. Bilen saluförs ej. Den har tillverkats i 250 exemplar och levererats till särskilda instanser för utvärdering. Bland annat förekommer den i vissa bilpooler hos Sunfleet.